# انصمام هوائي
الصمة الهوائية (بالإنجليزية: Air embolism)‏ أو الصمّة الغازية هي انسداد وعاءٍ دمويٍّ بسبب فقاعة هوائية واحدة أو أكثر أو بسبب غازٍ آخر في جهاز الدوران. يمكن أن تحدث الصمّة الهوائية في النسيج الوعائي الخشبي للنباتات الوعائية، بشكلٍ خاصٍّ عندما يعانون من الإجهاد المائي. يمكن للهواء ان يدخل إلى الدوران خلال العمليات الجراحية، أو عند الإصابة الرئة بفرط التمدّد، أو عند تخفيف الضغط، بالإضافة إلى بعض الأسباب الأخرى.

يمكن للغوّاصين أن يعانوا من الانصمام الغازي الشرياني كنتيجةٍ لإصابة الرئة بفرط التمدّد. إذ يدخل غاز التنفس إلى الجهاز الوريدي للرئة بسبب رض الرئة الرضحي والذي لن ينحصر في الشعيرات الرئوية، وبالنتيجة سوف يدور إلى بقية الجسد خلال الشرايين الجهازية، مع خطرٍ عالٍ للانصمام. تنشأ الفقاعات الغازية الداخلية بسبب تخفيف الضغط الذي يتشكّل غالباً في الجانب الوريدي للدوران الجهازي، حيث تكون التراكيز الغازية الداخلية أعلى ما يمكن، تنحصر هذه الفقاعات عادةً في الشعيرات الدموية للرئة وعلى الأغلب يتمّ التخلّص منها بدون أعراض. إذا تحوّلت إلى الدوران الجهازي من خلال ثقبةٍ بيضويةٍ سالكةٍ يمكن أن ترتحل أو تنحشر في الدماغ حيث يمكن أن تسبّب سكتة، أو في الشعيرات الدموية التاجية حيث يمكن أن تسبّب إقفار عضلة القلب أو في الأنسجة الأخرى، والتي نتائجها عادةً تكون أقلّ أهمية. يجب إعطاء الأكسجين كعلاج إسعاف أولي بأعلى التراكيز الممكنة، ومعالجة الصدمة والنقل إلى المشفى إذ أن إعادة الضغط العلاجي والمعالجة الأكسجينية مفرطة الضغط هي العلاج المعتمد.

## المسبّبات
1. الجراحة تدخل عادةً كمياتٍ قليلةً من الهواء إلى الدوران الدموي عن طريق الخطأ خلال العمليات والإجراءات الطبية الأخرى (على سبيل المثال، تدخل فقاعة من خط السائل الوريدي)، إلا أنه معظم هذه الصمات الرئوية تدخل من الشريان وتتوقف في الرئة، وبهذا تكون الصمات الهوائية الوريدية التي تبدي أي أعراضٍ نادرة جداً.[1]
2. أمراض تخفيف الضغط الصمّة الغازية هي من اضطرابات الغوص تحدث عند الغوّاصين تحت الماء الذين يتنفّسون غازاتٍ بالضغط المحيط، ويمكن أن تحدث في طريقين واضحين:
3. رض الرئة الضغطي: يمكن للفقاعات الهوائية أن تدخل مجرى الدم كنتيجة لرضٍ عيانيٍّ لبطانة الرئة يتبع الصعود السريع خلال حبس النفس، يمتدّ الهواء المحصور في داخل الرئة إلى نقطة تمزق الأنسجة (الرض الرئوي الضغطي). ويمكن لذلك أن يحدث بسهولةٍ لأن الرئة تعطي إنذاراً طفيفاً عن طريق الألم حتى انفجارها. يصل الغوّاص عادةً إلى السطح مع ألمٍ وضائقةٍ ومن الممكن دم مبصوق أو رغوي. يكون رض الرئة الضغطي واضحاً عادةً ومن الممكن أن يظهر مختلفاً كلياً عن أدواء تخفيف الضغط. ·
4. داء تخفيف الضغط (دي سي إس): قد تتشكّل فقاعاتٌ غازيةٌ خامدةٌ في مجرى الدم في حال لم يكن الوقت المتاح لانحلال الغاز في الدم تحت الضغط خلال الغوص كافياً لإزالتها في حالة الصعود. يمكن للأعراض أن تكون غير ملحوظة وغير واضحة بشكلٍ مباشر، ويمكن أن تتطور بعد الصعود ببعض الوقت.
5. جهاز التنفس الاصطناعي المحدث لرض الرئة الرضحي يمكن لرضّ الرئة أن يسبّب أيضاً صمةً هوائيةً. قد يحدث ها بعد أن يوضع المريض على جهاز التنفس الاصطناعي (المنفسة) فيدفع الهواء إلى الوريد أو الشريان المرضوض مسبّباً موتاً فجائياً. يمكن أيضاً لحبس النفس أثناء الصعود من الغوص مع جهاز التننفس المكتفي ذاتياً أن يدفع هواء الرئة إلى الشرايين أو الأوردة الرئوية بنفس الطريقة، بسبب اختلاف الضغوط.[2]
6. الحقن المباشر يمكن للهواء ان يُحقن مباشرةً إلى الوريد أو الشريان عن طريق الخطأ خلال الإجراءات السريرية.[3][4] إذ يمكن لإساءة استخدام المحقنة وإزالة الهواء بدقةٍ من الأنابيب الوعائية لدارة الديال الكلوي (الغسيل الكلوي) بالسماح للهواء بالدخول إلى الجهاز الوعائي.[1] تعدّ الصمة الهوائية الوريدية اختلاطاً نادراً للإجراءات التشخيصية والعلاجية المتطلّبة لقسطرةٍ وريديةٍ أو شريانيةٍ.[5] إذا حدثت صمّةٌ كبيرةٌ، يمكن أن يتأثّر كلٌّ من الجهاز القلي الوعائي، أو الرئة، أو الجهاز العصبي المركزي. قد تشمل التدخّلات لإزالة أو تقليل الانصمام إجراءاتٍ لتقليل حجم الفقاعة، أو سحب الهواء من الأذينة اليمنى.[5] مسبّباتٌ أخرى توجد حالاتٌ نادرةٌ للانصمام الهوائي بسبب دخول الهواء إلى مجرى الدم عن طريق الرحم أو الدموع في الأعضاء التناسلية الأنثوية.[6][7] ويبدو أن الخطر يتزايد خلال الحمل.[6] ذكرت تقاريرٌ لحالات بأن نتيجة ذلك بسبب المحاولات المجراة للإجهاض عن طريق المحقنة.[7] ويبدو أن هذا يعود إلى تلف المشيمة الذي يسمح للهواء بالدخول إلى مجرى الدم.

عوامل الخطر
تعتبر الثقبة البيضوية السالكة عند الغوّاصين تحت الماء عامل خطرٍ للانصمام الغازي الشرياني بسبب التحويلة والتي تكون على نحوً مختلف فقاعاتٍ وريديةً بدون أعراض تدخل إلى الجهاز الشرياني.

## العلامات الأعراض

### في الجراحة
تشمل الأعراض:
- نقص ضغط الدم.
- ضيق النفس.

### عند الغوّاصين
تشمل أعراض الصمة الغازية الشريانية:
- فقدان الوعي.
- توقف التنفّس.
- الدوار.
- اختلاجات.
- رعاش
- فقد التناسق.
- فقدان التحكم بالوظائف الجسدية.
- النَمَل.
- الشلل.
- التعب الشديد.
- ضعف في الأطراف.
- مناطق من الحس غير الطبيعي.
- اضطرابات بصرية.
- اضطرابات سمعية.
- تغيّرات في الشخصية.
- اختلالات معرفية.
- غثيان أو قيء.
- بلغم مختلط بالدم.
- يمكن أن تحدث أعراض ناتجة عن الرئة مثل استرواح الصدر (تجمّع الهواء)، ونفاخ منصفي أو تحت الجلد.

## المعالجة
أول خطوة يجب القيام بها هو إزالة المسبب الرئيسي للصمة الهوائية وذلك بمنع دخول الهواء إلى الأوردة، وعمل تنفس صناعي للمريض،  وإذا تطلب الأمر يمكن عن طريق القسطرة الوريدية المركزية سحب هواء من داخل القلب، كما يمكن وضع المريض على الجنب الأيسر فيبقى الهواء داخل البطين الأيمن في القلب.

## التشخيص
كقاعدةٍ عامّةٍ، أيّ غواصٍ تنفّس غاز تحت الضغط في أيّ عمقٍ وطفا إلى السطح غير واعٍ، أو فقد الوعي بوقتٍ قريب بعد الطفو، أو أبدى أعراضاً عصبيةً خلال ما يقارب العشر دقائق بعد الطفو يجب الافتراض بأنه يعاني من انصمام غازي شرياني.
يمكن لأعراض الصمة الغازية الشريانية أنو تكون موجودةً ولكنها أُخفيت تحت بسبب التأثيرات البيئية مثل انخفاض الحرارة، أو الألم من أسبابٍ أخرى واضحة. يُنصح بالفحص العصبي عند الشكّ بإصابة فرط تمددية في الرئة. يمكن لأعراض داء تخفيف الضغط أن تتشابه جداً وتختلط مع أعراض الصمة الغازية الشريانية، وبكلّ الأحوال، يكون العلاج بالأساس نفسه. قد يكون التمييز بين الانصمام الغازي وداء تخفيف الضغط عند الغّواص المصاب صعبة، ويمكن حدوث كليهما في آنٍ واحد. يمكن لتاريخ الغوّاص استبعاد داء تخفيف الضغط في عدة حالاتٍ، ويرفع وجود اعراض لإصابة فرط تمددية بالرئة احتمالية الصمة الغازية.

## الوبائيات
من ناحية وبائيات الصمات الهوائية وجدت إحداها بأن الفترة داخل العملية تبدي أعلى معدل سقوط. على سبيل المثال، تشكّل الصمة الهوائية الوعائية في الحالات العصبية 80% ويمكن أن يصل معدل وقوعها في الجراحات النسائية والتوليدية إلى 97%. تبلغ نسبة الوقوع عند الغواصين 7 من كل 100 ألف غواص.

## الكائنات الأخرى
تحدث الصمّات الهوائية عموماً في النسيج الوعائي الخشبي للنباتات الوعائية بسبب انخفاض الضغط الهيدروليكي الذي يؤدي إلى التكهف. يحدث انخفاض الضغط كنتيجةٍ للإجهاد المائي أو التلف المادي.
يفيد عددّ من التكيفات الفيزيولوجية منع التكهف والتعافي منه. قد يُمنع التكهف من الانتشار عن طريق المسام الضيقة في الجدران بين العناصر الوعائية. يمكن لنسغ النسيج الوعائي الخشبي في النباتات أن يشكل تحويلة حول التكهف من خلال التشابك. يمكن لخسارة الماء أن تنخفض من خلال إغلاق ثغر (مسام) الورقة للتخفيف من النتح، وتنتج بعض النباتات ضغطاً إيجابياً في النسيج الوعائي الخشبي من الجذور. فعندما يرتفع ضغط النسيج الوعائي الخشبي، قد تذوب غازات التكهف.